# Nuoto ai Giochi della XIX Olimpiade - 1500 metri stile libero maschili
La competizione dei 1500 metri stile libero maschili di nuoto ai Giochi della XIX Olimpiade si è svolta nei giorni 22 e 23 ottobre 1968 alla Piscina Olímpica Francisco Márquez di Città del Messico.

## Programma
| Data            | Round      | Note                           |
| --------------- | ---------- | ------------------------------ |
| 25 ottobre 1968 | 4 Batterie | I migliori 8 tempi alla finale |
| 26 ottobre      | Finale     |                                |

## Risultati

### Batterie
| Pos. | Atleta        | Nazione          | Totale  | Pos F |
| ---- | ------------- | ---------------- | ------- | ----- |
| 1    | Mike Burton   | Stati Uniti      | 17'27"2 | 5 Q   |
| 2    | Ralph Hutton  | Canada           | 17'35"9 | 6 Q   |
| 3    | Hans Faßnacht | Germania Ovest   | 17'40"2 | 10    |
| 4    | Julio Arango  | Colombia         | 17'53"9 | 12    |
| 5    | Vladimir Bure | Unione Sovietica | 18'14"7 | 17    |

| Pos. | Atleta            | Nazione      | Totale  | Pos F |
| ---- | ----------------- | ------------ | ------- | ----- |
| 1    | John Nelson       | Stati Uniti  | 17'36"0 | 7 Q   |
| 2    | Juan Alanís       | Messico      | 17'37"4 | 8 Q   |
| 3    | Karl-Rüdiger Mann | Germania Est | 17'37"6 | 9     |
| 4    | Antonio Corell    | Spagna       | 18'12"7 | 16    |

| Pos. | Atleta                | Nazione     | Totale  | Pos F |
| ---- | --------------------- | ----------- | ------- | ----- |
| 1    | Greg Brough           | Australia   | 17'17"1 | 3 Q   |
| 2    | John Kinsella         | Stati Uniti | 17'22"7 | 4 Q   |
| 3    | Gunnar Larsson        | Svezia      | 17'57"0 | 13    |
| 4    | Jorge Urreta          | Messico     | 17'57"5 | 14    |
| 5    | Władysław Wojtakajtis | Polonia     | 18'32"4 | 18    |
| 6    | Jacques Henrard       | Belgio      | 18'38"2 | 19    |

| Pos. | Atleta                     | Nazione     | Totale  | Pos F |
| ---- | -------------------------- | ----------- | ------- | ----- |
| 1    | Graham White               | Australia   | 17'10"1 | 1 Q   |
| 2    | Guillermo Echevarría       | Messico     | 17'11"0 | 2 Q   |
| 3    | Katsuji Ito                | Giappone    | 17'50"2 | 11    |
| 4    | Jean-François Ravelinghien | Francia     | 18'11"9 | 15    |
| 5    | Jorge González             | Porto Rico  | 19'06"0 | 20    |
| 6    | Rubén Guerrero             | El Salvador | 19'36"4 | 21    |

### Finale
| Pos.    | Atleta               | Nazione     | Totale  | Pos F           |
| ------- | -------------------- | ----------- | ------- | --------------- |
| Oro     | Mike Burton          | Stati Uniti | 16'38"9 | Record olimpico |
| Argento | John Kinsella        | Stati Uniti | 16'57"3 |                 |
| Bronzo  | Greg Brough          | Australia   | 17'04"7 |                 |
| 4       | Graham White         | Australia   | 17'08"0 |                 |
| 5       | Ralph Hutton         | Canada      | 17'15"6 |                 |
| 6       | Guillermo Echevarría | Messico     | 17'36"4 |                 |
| 7       | Juan Alanís          | Messico     | 17'46"6 |                 |
| 8       | John Nelson          | Stati Uniti | 18'05"1 |                 |